# HDC현대산업개발
HDC현대산업개발 주식회사(영어: HDC HYUNDAI DEVELOPMENT COMPANY)는 2018년 설립된 대한민국의 건설 기업이다. HDC그룹의 주력 계열사이다.
국토교통부가 공시한 2020년 토목건축공사업 시공능력평가에서, 6조 1,593억 원으로 9위를 기록했다. 아파트 브랜드로 아이파크(IPARK)를 보유하고 있다.

## 개요
HDC현대산업개발은 과거 현대그룹 내에서 1976년 창립한 한국도시개발과 1977년 창립한 한라건설을 모태로 한다. 한국도시개발은 1976년 현대건설 주택사업부가 독립하며 창립했다. 한국도시개발은 현대그룹 내에서 주택건설을 전담해 현대아파트를 공급해온 주택전문 건설사다. 현대그룹의 창업주인 정주영 회장의 동생인 정인영 현대양행 회장이 설립한 한라건설은 토목공사, 플랜트 등의 건축 및 토목 사업을 주로 영위했다. 이 두 기업은 1986년 합병하였으며, 1999년 정몽규 회장과 정세영 명예회장의 취임을 계기로 현대산업개발은 같은 해 8월 현대그룹으로부터 계열 분리됐다. 2018년 지주회사인 HDC와 사업회사인 HDC현대산업개발로 분할을 단행해 HDC그룹으로 정식 출범했다.

## 연혁
- 1976년 3월: '한국도시개발' 설립
- 1977년 10월: '한라건설' 설립
- 1986년 11월: '한라건설'・'한국도시개발' 합병, '현대산업개발' 설립
- 1991년 5월: 기술 연구소 설립
- 1994년 6월: 고객만족센터 개설
- 1999년 1월: 계열사 '현대역사' 설립(현 HDC아이파크몰)
- 1999년 9월: 계열사 '아이콘트롤스' 설립(현 HDC아이콘트롤스)
- 2000년 1월: 계열사 '현대엔지니어링플라스틱' 설립(현 HDC현대EP)
- 2000년 3월: 계열사 '아이앤콘스' 설립 (현 HDC아이앤콘스) / 프로축구단 부산 아이콘스 창단 (현 부산 아이파크)
- 2000년 6월: 계열사 아이투자신탁운용 설립(현 HDC자산운용)
- 2001년 3월: 아파트 브랜드 IPARK 론칭
- 2003년 2월: 계열사 '부산아이콘스' 설립 (현 HDC스포츠)
- 2003년 10월: 주거용・상업용 건축물 브랜드 IPARK로 통합
- 2006년 5월: 영창악기제조 인수(현 HDC영창)
- 2008년 5월: 포니정홀 개관
- 2011년 7월: 계열사 아이시어스 설립
- 2012년 4월: 베트남 지사 설립
- 2014년 1월: 인도 뭄바이 RNA Metropolis 수주
- 2014년 5월: 볼리비아 바네가스 교량 건설공사 수주
- 2018년 5월: HDC현대산업개발로 분할 및 사명변경
- 2019년 8월: 한솔그룹 계열사 한솔개발 경영권 인수 완료 및 HDC리조트로 명칭 변경
- 2019년 12월: 아시아나항공, 아시아나항공 계열사 경영권 인수
- 2020년 9월: 아시아나항공 및 자회사 인수 무산
- 2023년 12월  코스피200에서 제외[3]

## 본점 및 지점 현황
- 본점: 서울특별시 용산구 한강대로23길 55, 9층 (한강로3가, 현대아이파크몰)
- 아이파크콘도지점: 강원특별자치도 고성군 토성면 고성대로 75-16
- 파크로쉬지점: 강원특별자치도 정선군 북평면 중봉길 9-12
- 서울호텔지점: 서울특별시 강남구 테헤란로 606 (대치동)
- 부산호텔지점: 부산광역시 해운대구 마린시티1로 51 (우동)
- PC공장지점: 경기도 여주시 장여로 849 (점봉동)

## 사건사고
- 2021년 광주 학산빌딩 붕괴 사고, 광주 화정 아이파크 외벽 붕괴 사고에 참사에 관련해 서울시는 행정처분 사전 통지와 함께 의견 제출을 요구하는 등 징계절차에 공식 착수하면서 행정 처분 될 가능성이 높아지게 되었다.[4][5]
- 2022년 1월 19일 대한민국 고용노동부와 경찰은 본사를 압수수색하였다.[6]
- 김포시 아파트에서도 하자가 발생하였고 입주민들과  법정 다툼을 벌이고 있는 것으로 확인되었다.[7]
- 이 사건 사고 때문에 현대 산업개발 (hdc hyundai development company)의 회장 정몽규는 회장 직에서 물러났다.

## 같이 보기
- 국토교통부
- 대한건설협회
- 건설워커